# Plajszka
A Plajszka (más néven Plaiszka ukránul: Плайська [Plajszka]) patak Kárpátalján, a Bertyanka bal oldali mellékvize. Hossza 14 km, vízgyűjtő területe 46,4 km². Esése 42 ‰.